# Brama myersi
Brama myersi es una especie de peces de la familia Bramidae en el orden de los Perciformes.

## Distribución geográfica
Se encuentran en las Islas Hawái.